# Peter Lerche
Peter Lerche (* 12. Januar 1928 in Leitmeritz, Tschechoslowakei; † 14. März 2016 in Gauting, Deutschland) war ein deutscher Rechtswissenschaftler und Ordinarius für Öffentliches Recht.

## Leben
Der in Böhmen geborene Peter Lerche, Sohn des Rechtsanwaltes Fritz Lerche und Karoline Lerche, geborene Artmann, studierte Rechtswissenschaften an der Universität München. Zu seinen Vorfahren gehörten Johann von Prochaska-Coronini. 
1951 wurde er in München mit der Dissertation Welchen Einfluss auf die Frage der Zulässigkeit oder der Unzulässigkeit des ordentlichen Rechtswegs hat der § 22 der in der amerikanischen Zone erlassenen Gesetze über die Verwaltungsgerichtsbarkeit und der Verordnung Nr. 165 der britischen Militärregierung über die Verwaltungsgerichtsbarkeit? zum Dr. iur. promoviert. Im Jahr 1958  habilitierte er sich an der Universität München als Schüler von Theodor Maunz mit der – 1999 in 2. Auflage erschienenen – Schrift Übermaß und Verfassungsrecht. Zur Bindung des Gesetzgebers an die Grundsätze der Verhältnismässigkeit und der Erforderlichkeit.
1961 nahm er einen Ruf als Ordinarius an die Juristische Fakultät der Freien Universität Berlin an. In den Jahren 1962 bis 1964 lehnte er Rufe nach Hamburg und Bochum ab. 1965 kehrte er an die Ludwig-Maximilians-Universität München zurück, wo er bis zu seiner Emeritierung im Jahr 1996 ordentlicher Professor für Öffentliches Recht blieb.

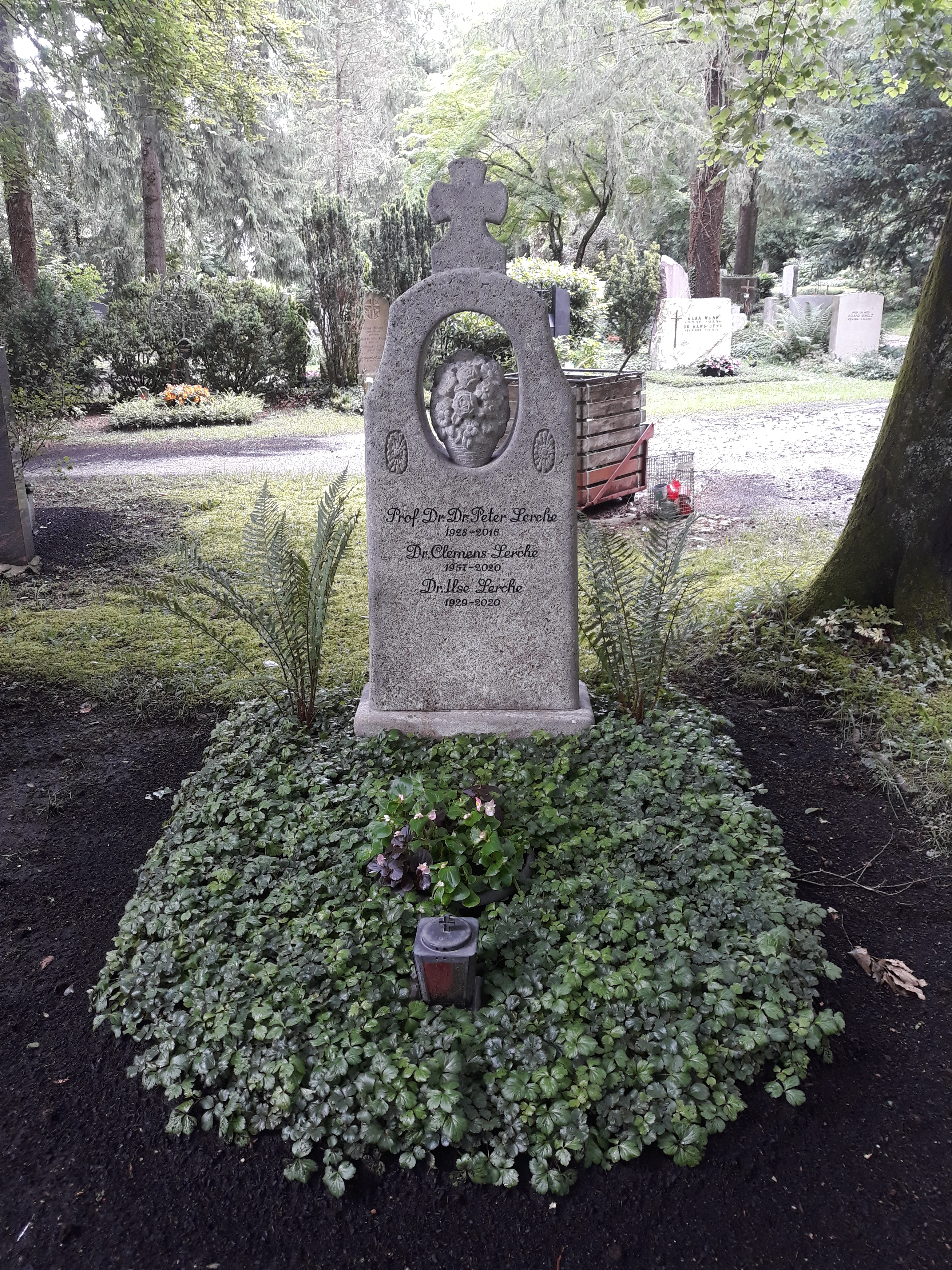
Das Grab von Peter Lerche, seiner Ehefrau Ilse geborene Peschek und Sohn Clemens auf dem Waldfriedhof Gauting

Lerche war seit 1955 verheiratet mit der Juristin Ilse Lerche, geborene Peschek; aus der Ehe stammen zwei Söhne, der Jurist und Ministerialbeamte Clemens Lerche († 2020) und der Naturwissenschaftler Wolfgang Lerche. Peter Lerche lebte im oberbayerischen Gauting, wo er auch beerdigt wurde.

## Wirken
Hauptlehr- und -forschungsgebiete von Lerche waren das öffentliche Recht, Medienrecht, allgemeine Staatslehre, Staatsrecht sowie Verwaltungsrecht. Er hat zahlreiche wissenschaftliche Werke und Aufsätze sowie Gesetzeskommentierungen veröffentlicht. Er prägte mit seiner Habilitationsschrift Übermaß und Verfassungsrecht den rasch von Rechtsprechung und Lehre rezipierten Begriff des Übermaßverbots und entwickelte ihn dogmatisch.
In den dreißig Jahren, die er in München lehrte, lag der Schwerpunkt seiner Forschung auf dem Gebiet des Verfassungsrechts mit besonderem Gewicht auf medienrechtlichen Problemen (stellvertretender Vorsitzender des bayerischen Kabelpilotprojekts, Verwaltungsrat der Bayerischen Landesanstalt für neue Medien etc.). Er trat regelmäßig in wichtigen Prozessen vor den Verfassungsgerichten auf, so in Verfahren zu medienrechtlichen Fragen, aber auch zur Strafbarkeit der Abtreibung, zum Staatshaftungsgesetz, zum Länderfinanzausgleich, zur Parteienfinanzierung, zur Frage der Nachrüstung und zum Maastricht-Vertrag.
Lerche war u. a. Doktorvater von Paul Kirchhof, Alexander Wolf, Rupert Scholz, Michael Kloepfer, Andreas Voßkuhle und Christoph Möllers.
Er war zwischen in den Jahren 1971 bis 1974 engagiert bei der Gründung der juristischen Fakultät der Universität Augsburg. In Augsburg war er auch als Vorsitzender des Strukturbeirats der Universität tätig. In den Jahren 1982 bis 1984 war er Vorsitzender der Vereinigung der Deutschen Staatsrechtslehrer und Mitglied des Wissenschaftsrates.
Lerche war von 1983 bis 2012 Mitglied des Stiftungsvorstandes der Carl Friedrich von Siemens Stiftung. Er war Mitglied des Studienkreis für Presserecht und Pressefreiheit e. V., dessen Vorstandsmitglied von 1987 bis 2007. Er war seit 1947 Mitglied der katholischen Studentenverbindung KDStV Tuiskonia München sowie der KDStV Aureata Eichstätt im CV.

## Ehrungen und Auszeichnungen
- Ordentliches Mitglied der Bayerischen Akademie der Wissenschaften (1974)
- Bayerischer Verdienstorden (1977)
- Bayerische Verfassungsmedaille in Silber (1984)
- Bayerischer Maximiliansorden für Wissenschaft und Kunst (1989)
- Bayerische Verfassungsmedaille in Gold (2012)
- Ehrendoktorwürde Dr. jur. h. c. der juristischen Fakultät der Universität Augsburg (2001)

## Schriften (Auswahl)
- Ordentlicher Rechts- und Verwaltungsrechtsweg, Heymann, Berlin 1953.
- Übermaß und Verfassungsrecht, Heymann, Köln 1961 (Habilitationsschrift), 2. Auflage 1999.
- Verfassungsfragen um Sozialhilfe und Jugendwohlfahrt. 1963.
- Zum Kompetenzbereich des Deutschlandfunks, Duncker & Humblot, Berlin 1963.
- Rechtsprobleme des Werbefernsehens, Metzner, Frankfurt am Main 1965.
- Werbung und Verfassung.  1966.
- Verfassungsrechtliche Zentralfragen des Arbeitskampfes. 1968.
- Rundfunkmonopol, Metzner, Frankfurt am Main 1970.
- Verfassungsrechtliche Fragen zur Pressekonzentration. 1971.
- Verfassungsrechtliche Aspekte der inneren Pressefreiheit. 1974
- Landesbericht: Rundfunkorganisation und Kommunikationsfreiheit. 1979.
- Grundtheorie des Rechtsstaates, 1996 (koreanisch).
- Verfassungsgerichtsbarkeit in besonderen Situationen, Beck, München 2001.
- Ausgewählte Abhandlungen. Duncker & Humblot, Berlin 2004.